# Карлсон
Карлсон (швед. Karlsson) — літературний персонаж, вигаданий шведською письменницею Астрід Ліндґрен, головний герой трилогії:
- «Малий і Карлсон, що живе на даху» (швед. Lillebror och Karlsson på taket; 1955)
- «Карлсон прилітає знов» (швед. Karlsson på taket flyger igen; 1962)
- «Нові пригоди Карлсона, що живе на даху» (швед. Karlsson på taket smyger igen; 1968)
- «Все про Карлсона, який мешкає на даху» (збірка) (швед. Allt om Karlsson på taket (samlingsvolym); 1972)

Карлсон живе у маленькій хатинці (мансарді) на даху багатоквартирного будинку в Стокгольмі, в тому ж районі, де жила сама Астрід Ліндґрен. Його найкращий друг — семирічний (на момент знайомства з Карлсоном) хлопчик Сванте, наймолодша дитина в сім'ї Свантесон, на прізвисько Малий. Карлсон вміє літати: це відбувається за допомогою пропелера на його спині, який можна вмикати та вимикати ґудзиком на животі. Історія про Карлсона починається тим, що він починає прилітати до Малого, коли батьків немає вдома, багато бешкетує, багато ображається, але не перестає від цього бути «найкращим у світі».
Історії про Карлсона перекладено більш ніж на 70 мов.

## Історія
Прототип Карлсона, пан Лільйонкваст (буквально «букет лілій»), маленький літаючий чоловічок, з'явився в оповіданні Ліндгрен «У країні сутінків» (швед. I skymningslandet), яке було опубліковано в 1948 р. в журналі, а наступного 1949 року в збірці оповідань про Крихітку Нільса Карлссона. Цей дружелюбний герой з'являється з зовсім не розважальною метою — приготувати хворого хлопчика до життя на тому світі, «у країні сутінків», де земні труднощі «вже не грають жодної ролі».
Можливо, Астрід Ліндгрен також запозичила ідею з подібної американської історії про містера О'Меллі в коміксі «Барнабі» (1942) Крокетта Джонсона.

## Екранізації
- У Радянському Союзі було випущено наступні мультфільми/вистави за книгами Астрід Ліндґрен про Карлсона:
  - «Малюк і Карлсон» (рос. «Малыш и Карлсон», мультфільм, 1968)
  - «Карлсон повернувся» (рос. «Карлсон вернулся», мультфільм, 1970)
  - «Малюк і Карлсон, що живе на даху» (рос. «Малыш и Карлсон, который живёт на крыше», фільм-вистава Московського театру Сатири, 1971)
- У Швеції було випущено наступні кінострічки за книгами Астрід Ліндгрен про Карлсона:
  - «Найкращий у світі Карлсон» (швед. Världens bästa Karlsson, кінофільм, 1974). Режисером стрічки став Олле Гелльбум, роль Карлсона зіграв Матс Вікстрем, роль Малюка зіграв Ларс Седердаль. Фільм у 1980 році було випущено в радянський кінопрокат.
  - «Карлсон, який мешкає на даху» (швед. Karlsson på taket, 4-ох серійна телеверсію фільму 1974 року, 1984). Телеверсію фільму була створена у спільній ко-продукції Швеція—Німеччина.
  - «Карлсон, який мешкає на даху» (швед. «Karlsson på taket», мультфільм, 2002). Режисером мультику став Вібеке Ідсе. Мультик було створено у спільній копродукції Швеція—Норвегія. Мультик цікавий тим, що став першим іноземним не-радянським мультфільмом повністю дубльованим українською (це сталось у 2006 році).
  - «Карлсон, який мешкає на даху» (швед. «Karlsson på taket», анімаційний телесеріал, 2002).

## Переклади українською
Перший український переклад трилогії про Карлсона було зроблено Ольгою Сенюк.
- Астрід Ліндгрен. Малий і Карлсон, що живе на даху. Переклад зі шведської: Ольга Сенюк; малюнки: Ілун Вікланд. Київ: Дитвидав. 1963. 361 стор.
- Астрід Ліндгрен. Карлсон прилітає знову. Переклад зі шведської: Ольга Сенюк; малюнки: Ілун Вікланд. Київ: Веселка. 1965. 148 стор.
- Астрід Ліндгрен. Нові пригоди Карлсона, що живе на даху. Переклад зі шведської: Ольга Сенюк; малюнки: Ілун Вікланд. Київ: Веселка, 1971. 103 стор.
- Астрід Ліндґрен. Пеппі Довгапанчоха. Малий і Карлсон, що живе на даху. Переклад зі шведської: Ольга Сенюк; малюнки: Ілун Вікланд. Київ: «Веселка», 1990. 620 стор. (Серія «Лауреати Міжнародної премії ім. Г. К. Андерсена»). ISBN 5-301-00685-1
  - «Пеппі Довгапанчоха» с.: 15-102.
  - «Пеппі сідає на корабель» с.: 103—188.
  - «Пеппі Довгапанчоха в Південних морях» с.: 189—264.
  - «Малий і Карлсон, що живе на даху» с.: 265—378.
  - «Карлсон прилітає знов» с.: 379—494.
  - «Нові пригоди Карлсона, що живе на даху» с.: 495—616.